# Mesanthura maculata
Mesanthura maculata är en kräftdjursart som beskrevs av auctorum. Mesanthura maculata ingår i släktet Mesanthura och familjen Anthuridae.
Artens utbredningsområde är Madagaskar. Inga underarter finns listade i Catalogue of Life.